# Benthamia exilis
Benthamia exilis är en orkidéart som beskrevs av Rudolf Schlechter. Benthamia exilis ingår i släktet Benthamia och familjen orkidéer.
Artens utbredningsområde är Madagaskar.

## Underarter
Arten delas in i följande underarter:
- B. e. exilis
- B. e. tenuissima